# Amauris bumilleri
Amauris bumilleri är en fjärilsart som beskrevs av Lanz 1896. Amauris bumilleri ingår i släktet Amauris och familjen praktfjärilar. Inga underarter finns listade i Catalogue of Life.